# Microrregión de los Lençois Maranhenses
La microrregión de los Lençóis Maranhenses es una de las microrregiones del estado brasileño del Maranhão perteneciente a la mesorregión Norte Maranhense. Su población según el censo de 2010 es de 176. 200 habitantes y está dividida en seis municipios. Su población está formada por caboclos(mestizos de indios y blancos)46.0, negros y mulatos 33.7, blancos 20.2 y asiáticos 0.1, además vivían en la región 48 indígenas en 2010. Posee un área total de 10.680,089 km².

## Municipios
- Barreirinhas
- Humberto de Campos
- Paulino Neves
- Primeira Cruz
- Santo Amaro do Maranhão
- Tutóia